# Tornos pusillus
Tornos pusillus là một loài bướm đêm trong họ Geometridae.